# Andrest
Andrest [ɑ̃dʁɛst] est une commune française située dans le nord du département des Hautes-Pyrénées, en région Occitanie. Sur le plan historique et culturel, la commune est de l’ancien comté de Bigorre, comté historique des Pyrénées françaises et de Gascogne.
Exposée à un climat océanique altéré, elle est drainée par le canal du Moulin, le ruisseau de la Poutge et par un autre cours d'eau. La commune possède un patrimoine naturel remarquable composé d'une zone naturelle d'intérêt écologique, faunistique et floristique.
Andrest est une commune rurale qui compte 1 349 habitants en 2022, après avoir connu une forte hausse de la population depuis 1968. Elle fait partie de l'aire d'attraction de Tarbes. Ses habitants sont appelés les Andrestois ou  Andrestoise.

## Géographie

### Localisation
La commune d'Andrest se trouve dans le département des Hautes-Pyrénées, en région Occitanie.
Elle se situe à 10 km à vol d'oiseau de Tarbes, préfecture du département, et à 8 km de Vic-en-Bigorre, bureau centralisateur du canton de Vic-en-Bigorre dont dépend la commune depuis 2015 pour les élections départementales.
La commune fait en outre partie du bassin de vie de Vic-en-Bigorre.
Les communes les plus proches sont : 
Gayan (1,7 km), Siarrouy (2,0 km), Sarniguet (2,2 km), Aurensan (2,5 km), Marsac (2,5 km), Talazac (2,6 km), Lagarde (2,6 km), Villenave-près-Marsac (2,9 km).
Sur le plan historique et culturel, Andrest fait partie de l’ancien comté de Bigorre, comté historique des Pyrénées françaises et de Gascogne créé au IXe siècle puis rattaché au domaine royal en 1302, inclus ensuite au comté de Foix en 1425 puis une nouvelle fois rattaché au royaume de France en 1607. La commune est dans le pays de Tarbes et de la Haute Bigorre.
| Siarrouy    | Pujo    | Marsac    |
| Gayan       | Andrest | Sarniguet |
| Oursbelille | Bazet   | Aurensan  |

### Géologie et relief
La superficie de la commune est de 619 hectares ; son altitude varie entre 241 et 266 mètres.

### Hydrographie
La commune est dans le bassin de l'Adour, au sein du bassin hydrographique Adour-Garonne. Elle est drainée par le canal du Moulin, le ruisseau de la Poutge et par un petit cours d'eau, constituant un réseau hydrographique de 8 km de longueur totale,.
Le canal du Moulin, d'une longueur totale de 12,5 km, prend sa source dans la commune d'Oursbelille et s'écoule du sud vers le nord. Il traverse la commune et se jette dans l'Échez à Vic-en-Bigorre, après avoir traversé 5 communes.

### Climat
Le climat est tempéré de type océanique, en raison de l'influence proche de l'océan Atlantique situé à peu près 150 km plus à l'ouest. La proximité des Pyrénées fait que la commune profite d'un effet de foehn, il peut aussi y neiger en hiver, même si cela reste inhabituel.
| Mois                              | jan.  | fév.  | mars  | avril | mai   | juin  | jui.  | août  | sep.  | oct.  | nov.  | déc.  | année   |
| --------------------------------- | ----- | ----- | ----- | ----- | ----- | ----- | ----- | ----- | ----- | ----- | ----- | ----- | ------- |
| Température minimale moyenne (°C) | 0,6   | 1,3   | 2,7   | 5,2   | 8,3   | 11,6  | 14,1  | 13,9  | 11,7  | 8     | 3,6   | 1,3   | 6,9     |
| Température moyenne (°C)          | 5,3   | 6,1   | 7,8   | 10    | 13,3  | 16,7  | 19,3  | 19    | 17,2  | 13,3  | 8,5   | 5,8   | 11,9    |
| Température maximale moyenne (°C) | 9,9   | 11    | 12,9  | 14,8  | 18,3  | 21,7  | 24,5  | 24    | 22,6  | 18,6  | 13,4  | 10,4  | 16,8    |
| Ensoleillement (h)                | 108,8 | 118,8 | 155,6 | 157,2 | 181,3 | 191,5 | 215,5 | 196,4 | 194,5 | 164,4 | 124,4 | 104,4 | 1 912,8 |
| Précipitations (mm)               | 112,8 | 97,5  | 100,2 | 105,7 | 113,6 | 80,7  | 57,3  | 70,3  | 71    | 85,2  | 93    | 112,1 | 1 099,4 |

### Milieux naturels et biodiversité

#### Zones naturelles d'intérêt écologique, faunistique et floristique

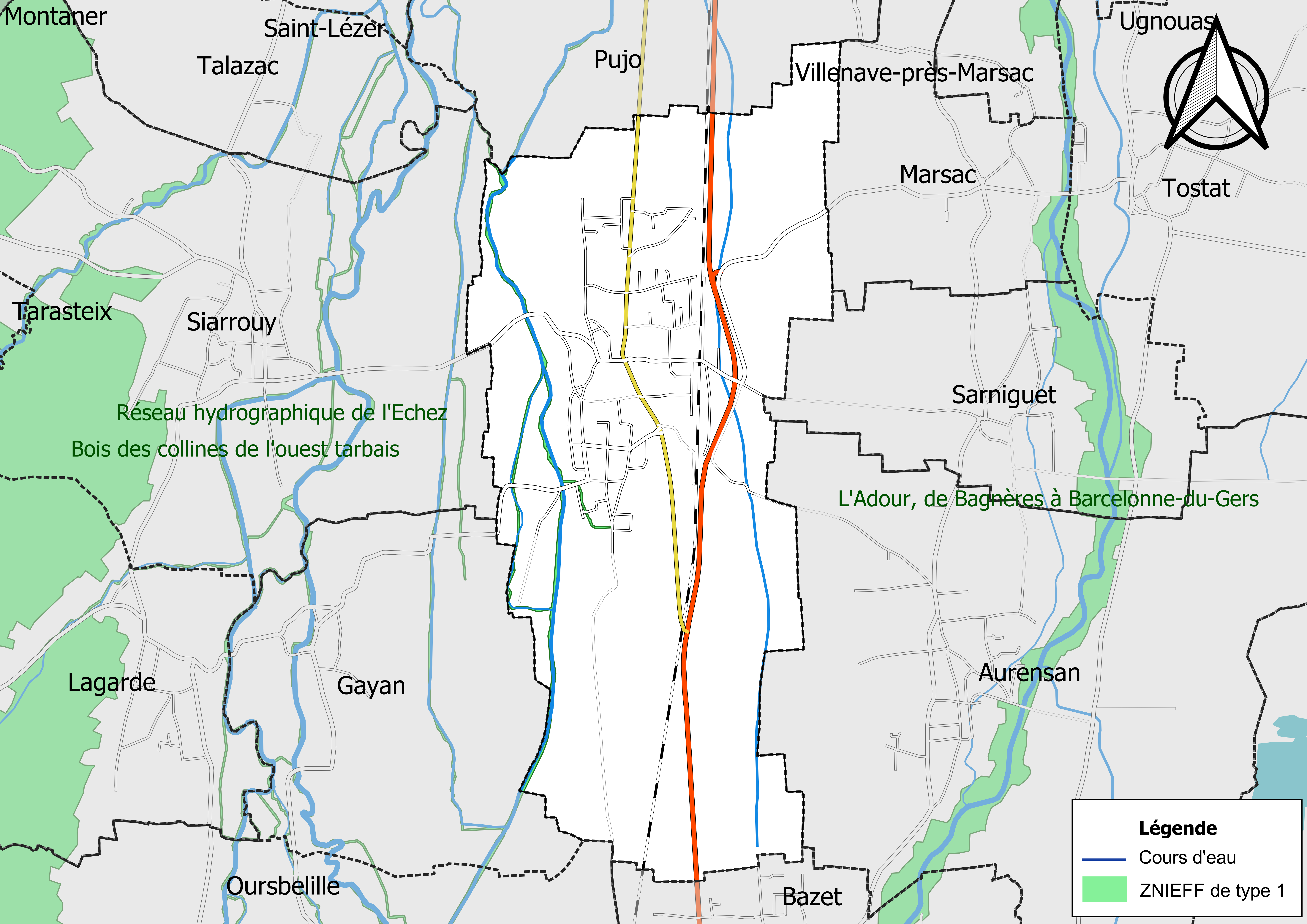
Carte de la ZNIEFF de type 1 localisées sur la commune et ses abords.

L’inventaire des zones naturelles d'intérêt écologique, faunistique et floristique (ZNIEFF) a pour objectif de réaliser une couverture des zones les plus intéressantes sur le plan écologique, essentiellement dans la perspective d’améliorer la connaissance du patrimoine naturel national et de fournir aux différents décideurs un outil d’aide à la prise en compte de l’environnement dans l’aménagement du territoire.
Une ZNIEFF de type 1 est recensée sur la commune,
le « réseau hydrographique de l'Échez » (392 ha), couvrant 26 communes dont trois dans les Pyrénées-Atlantiques et 23 dans les Hautes-Pyrénées.

## Urbanisme

### Typologie
Au 1er janvier 2024, Andrest est catégorisée bourg rural, selon la nouvelle grille communale de densité à sept niveaux définie par l'Insee en 2022.
Elle est située hors unité urbaine. Par ailleurs la commune fait partie de l'aire d'attraction de Tarbes, dont elle est une commune de la couronne,. Cette aire, qui regroupe 153 communes, est catégorisée dans les aires de 50 000 à moins de 200 000 habitants,.

### Occupation des sols
L'occupation des sols de la commune, telle qu'elle ressort de la base de données européenne d’occupation biophysique des sols Corine Land Cover (CLC), est marquée par l'importance des territoires agricoles (77,6 % en 2018), en diminution par rapport à 1990 (80,7 %). La répartition détaillée en 2018 est la suivante : 
terres arables (64,8 %), zones urbanisées (21 %), prairies (12,8 %), forêts (1,4 %).
L'IGN met par ailleurs à disposition un outil en ligne permettant de comparer l’évolution dans le temps de l’occupation des sols de la commune (ou de territoires à des échelles différentes). Plusieurs époques sont accessibles sous forme de cartes ou photos aériennes : la carte de Cassini (XVIIIe siècle), la carte d'état-major (1820-1866) et la période actuelle (1950 à aujourd'hui).

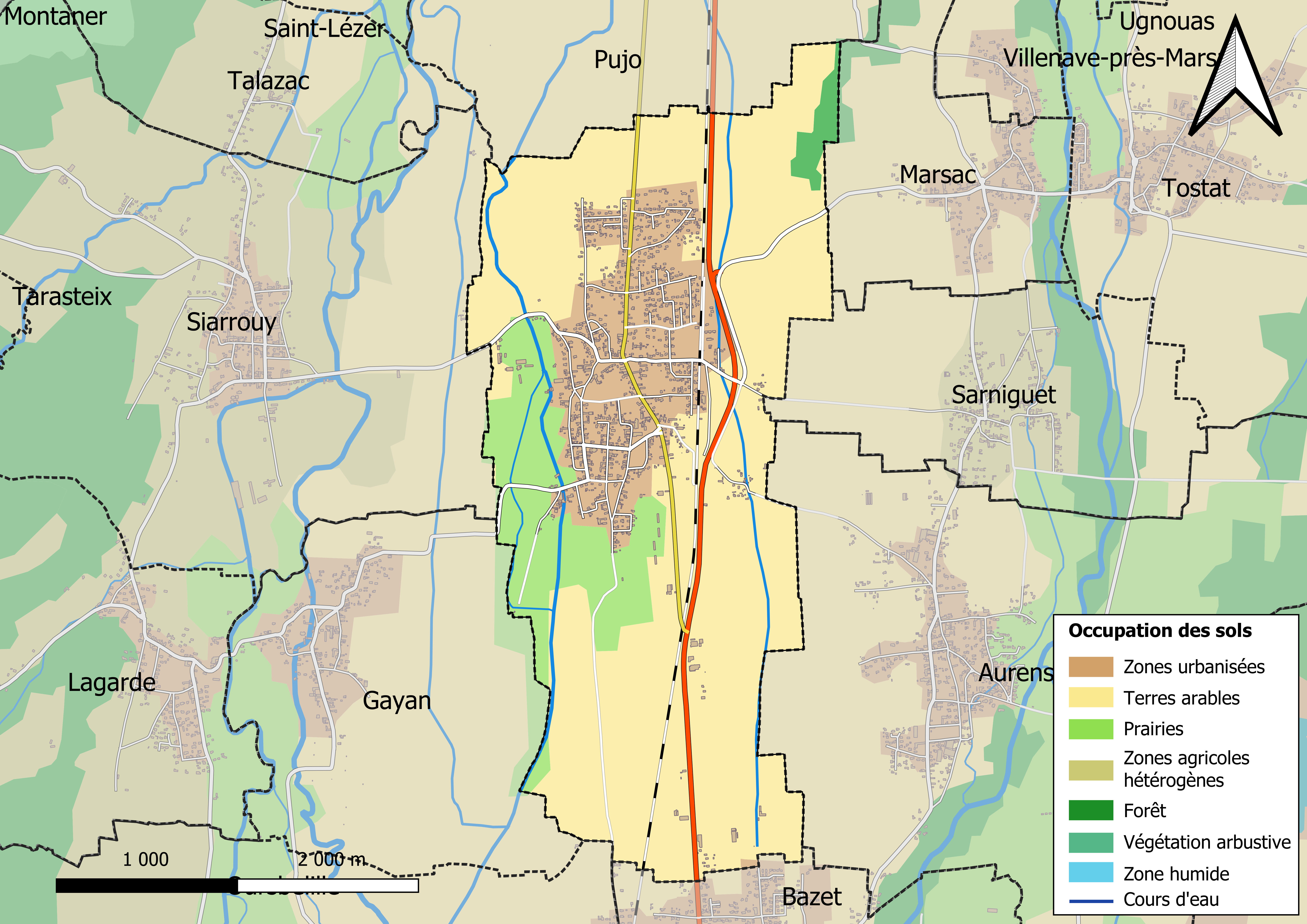
Carte des infrastructures et de l'occupation des sols en 2018 (CLC) de la commune.
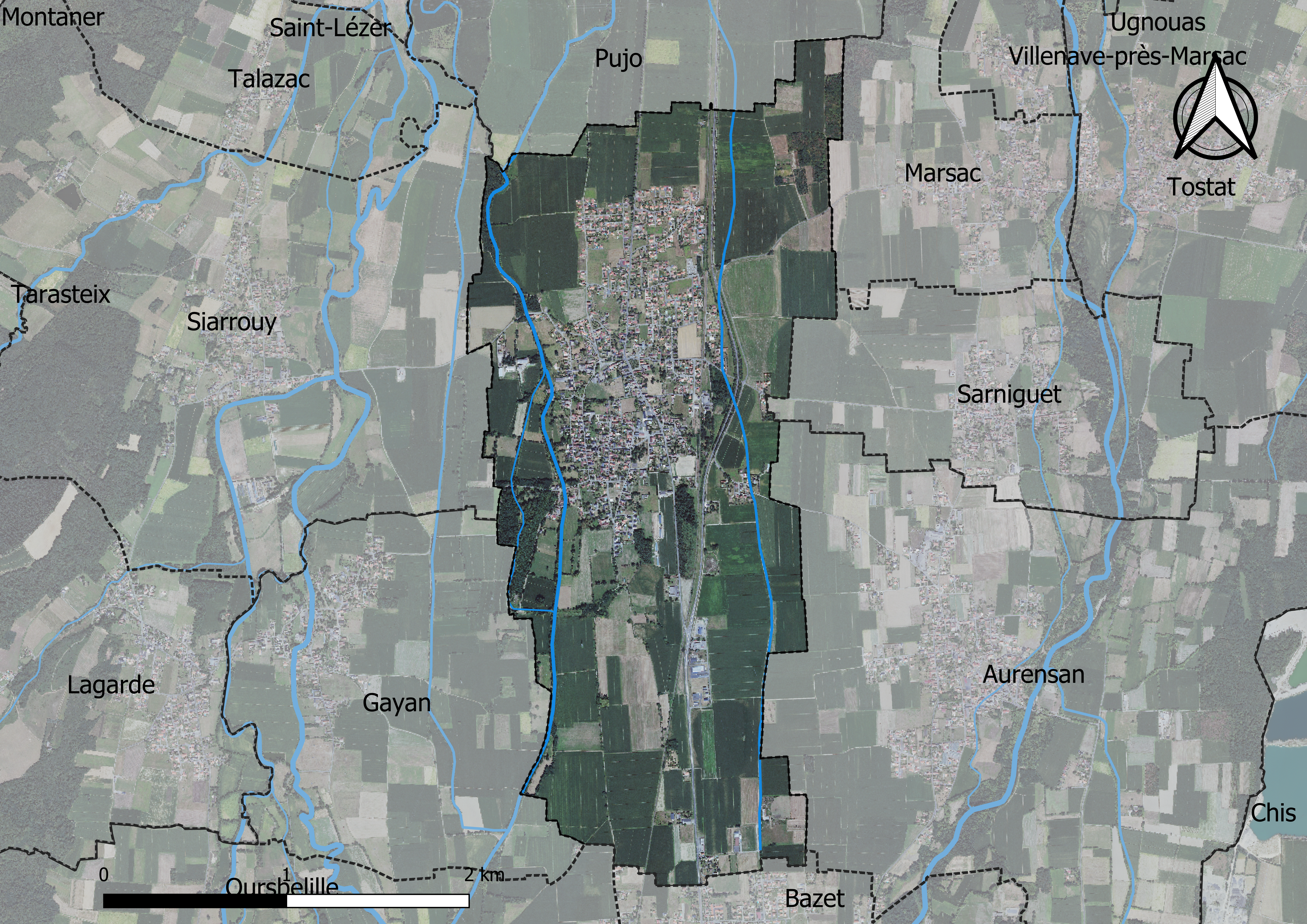
Carte orthophotogrammétrique de la commune.

### Logement
En 2012, le nombre total de logements dans la commune est de 622.

Parmi ces logements, 92.9 % sont des résidences principales, 0.8 % des résidences secondaires et 6.2 % des logements vacants.
La proportion des résidences principales, propriétés de leurs occupants était de 87,6 %, en légère hausse par rapport à 1999 (85,5 %).

### Voies de communication et transports

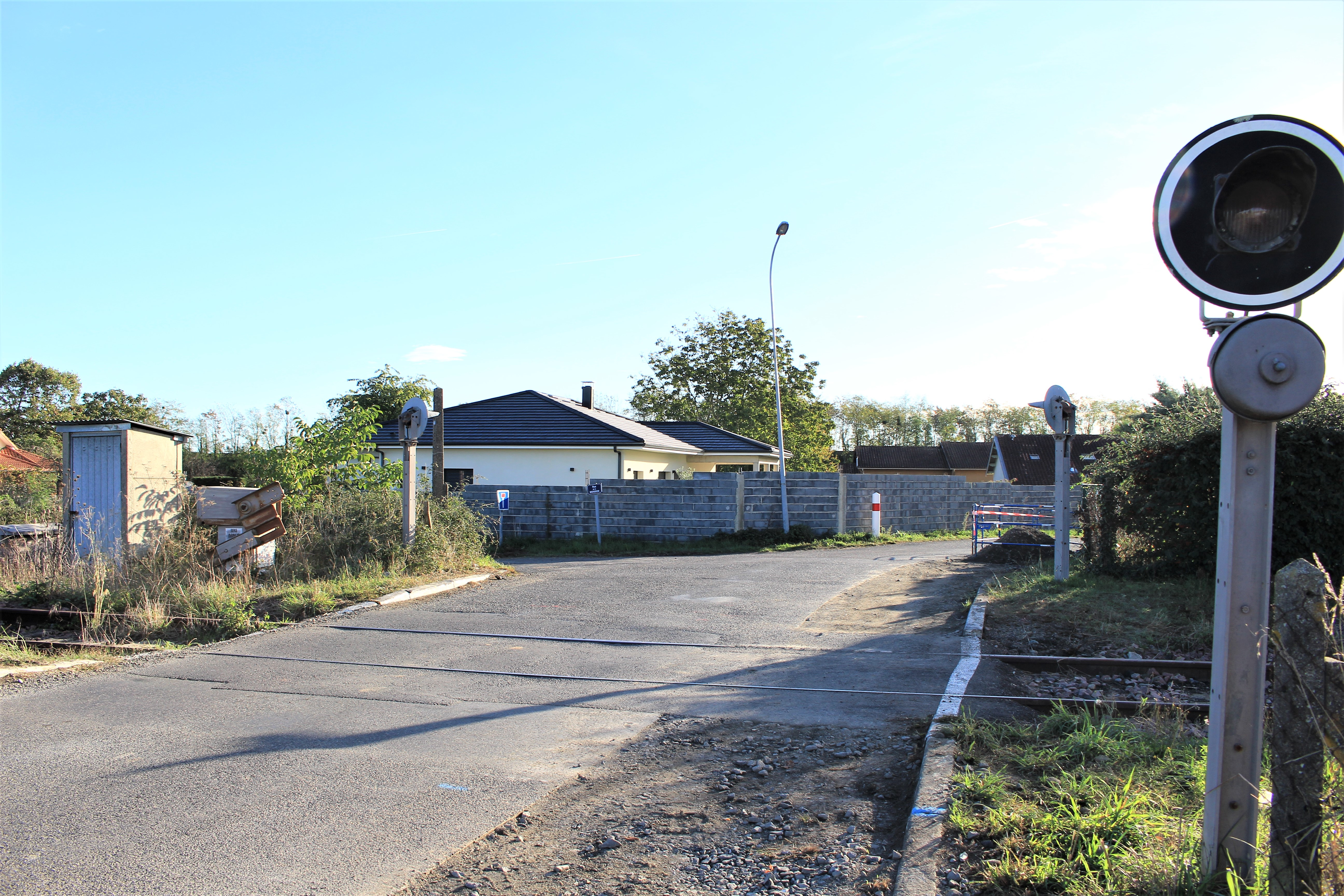
Passage à niveau ligne de Morcenx à Bagnères-de-Bigorre en 2022.

Cette commune est desservie par la route départementale D 935 et par les routes départementales D 27 et D 835.

### Risques majeurs
Le territoire de la commune d'Andrest est vulnérable à différents aléas naturels : météorologiques (tempête, orage, neige, grand froid, canicule ou sécheresse), inondations, mouvements de terrains et séisme (sismicité modérée). Il est également exposé à un risque technologique,  le transport de matières dangereuses. Un site publié par le BRGM permet d'évaluer simplement et rapidement les risques d'un bien localisé soit par son adresse soit par le numéro de sa parcelle.

#### Risques naturels
Certaines parties du territoire communal sont susceptibles d’être affectées par le risque d’inondation par débordement de cours d'eau, notamment le canal du Moulin. La cartographie des zones inondables en ex-Midi-Pyrénées réalisée dans le cadre du XIe Contrat de plan État-région, visant à informer les citoyens et les décideurs sur le risque d’inondation, est accessible sur le site de la DREAL Occitanie. La commune a été reconnue en état de catastrophe naturelle au titre des dommages causés par les inondations et coulées de boue survenues en 1982, 1999, 2009 et 2019 et au titre des inondations par remontée de nappe en 2013,.
Andrest est exposée au risque de feu de forêt. Un plan départemental de protection des forêts contre les incendies a été approuvé par arrêté préfectoral le 21 avril 2020 pour la période 2020-2029. Le précédent couvrait la période 2007-2017. L’emploi du feu est régi par deux types de réglementations. D’abord le code forestier et l’arrêté préfectoral du 27 octobre 2014, qui réglementent l’emploi du feu à moins de 200 m des espaces naturels combustibles sur l’ensemble du département. Ensuite celle établie dans le cadre de la lutte contre la pollution de l’air, qui interdit le brûlage des déchets verts des particuliers. L’écobuage est quant à lui réglementé dans le cadre de commissions locales d’écobuage (CLE).

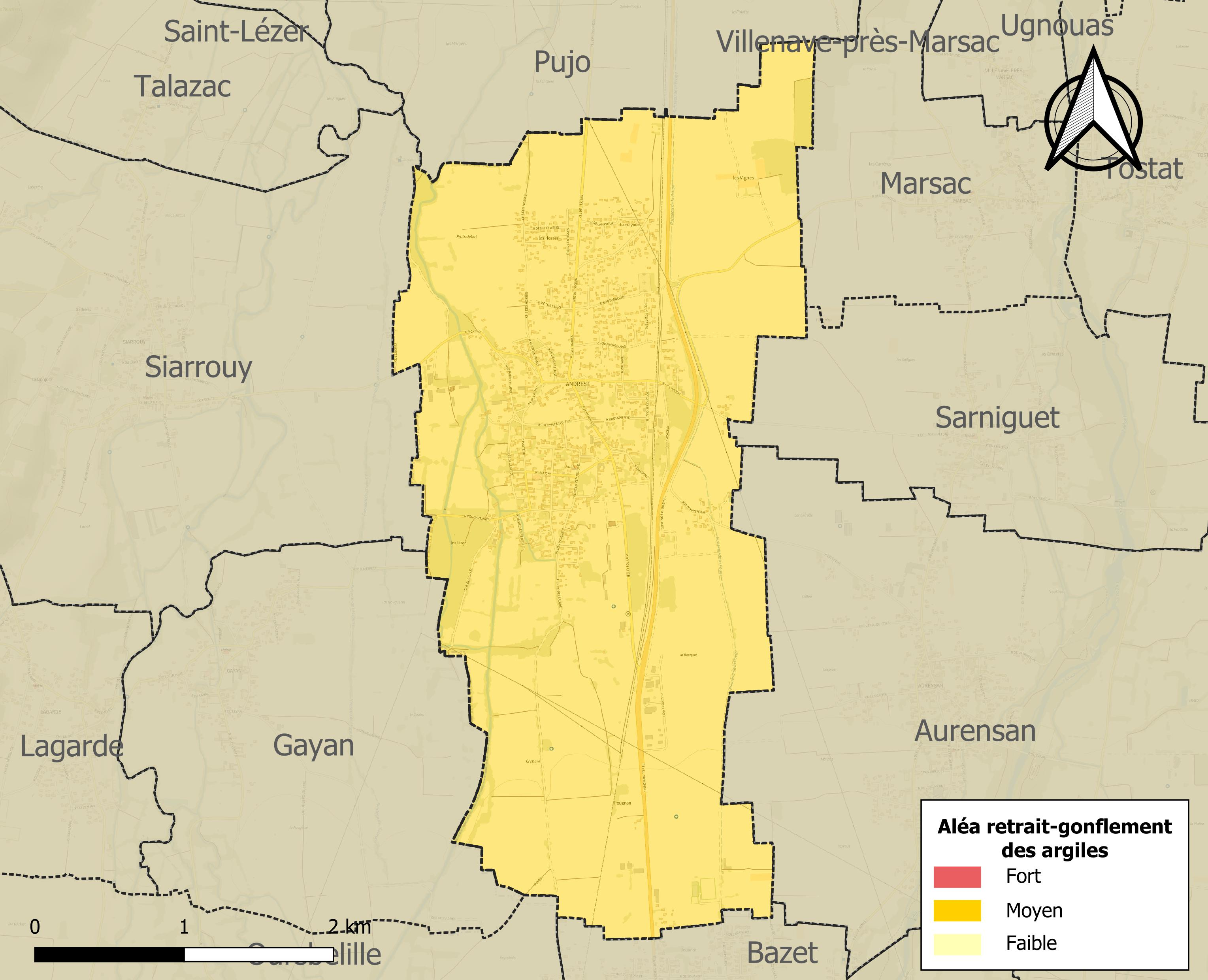
Carte des zones d'aléa retrait-gonflement des sols argileux d'Andrest.

Les mouvements de terrains susceptibles de se produire sur la commune sont des tassements différentiels.
Le retrait-gonflement des sols argileux est susceptible d'engendrer des dommages importants aux bâtiments en cas d’alternance de périodes de sécheresse et de pluie. La totalité de la commune est en aléa moyen ou fort (44,5 % au niveau départemental et 48,5 % au niveau national). Sur les 613 bâtiments dénombrés sur la commune en 2019, 613 sont en aléa moyen ou fort, soit 100 %, à comparer aux 75 % au niveau départemental et 54 % au niveau national. Une cartographie de l'exposition du territoire national au retrait gonflement des sols argileux est disponible sur le site du BRGM,.
Par ailleurs, afin de mieux appréhender le risque d’affaissement de terrain, l'inventaire national des cavités souterraines permet de localiser celles situées sur la commune.
Concernant les mouvements de terrains, la commune a été reconnue en état de catastrophe naturelle au titre des dommages causés par des mouvements de terrain en 1999.

#### Risque technologique
Le risque de transport de matières dangereuses sur la commune est lié à sa traversée par une ligne de chemin de fer et une canalisation de transport d'hydrocarbures. Un accident se produisant sur de telles infrastructures est susceptible d’avoir des effets graves sur les biens, les personnes ou l'environnement, selon la nature du matériau transporté. Des dispositions d’urbanisme peuvent être préconisées en conséquence.

## Toponymie

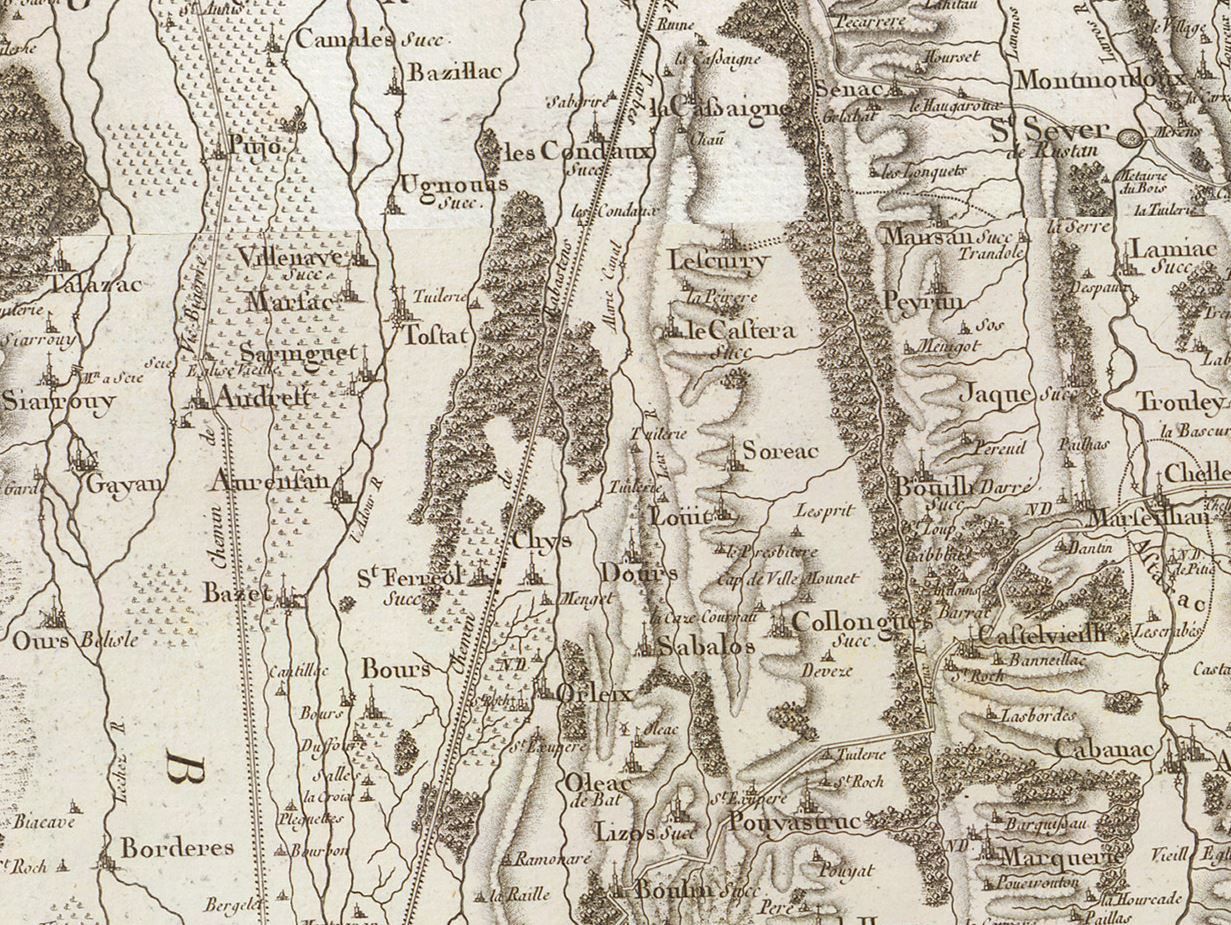
Extrait de la carte de Cassini (entre 1756 et 1789) situant Andrest au nord ouest de Tarbes

On trouvera les principales informations dans le Dictionnaire toponymique des communes des Hautes-Pyrénées de Michel Grosclaude et Jean-François Le Nail qui rapporte les dénominations historiques du village :
Dénominations historiques :
- Andrest, (XIIe siècle, cartulaire de Bigorre) ;
- Andrest, (v. 1200-1230, ibid.) ;
- Andrest, (1272, livre vert de Bénac) ;
- Andrest, (1281, ibid.) ;
- Andrest, (1285, montre Bigorre) ;
- Andrest, (1429, censier de Bigorre) ;
- Andrest, (fin XVIIIe siècle, carte de Cassini).

Nom occitan : Andrest.

## Histoire

### Préhistoire et antiquité
Des vestiges archéologiques témoignent d'une activité humaine dès le néolithique et durant la période gallo-romaine.

### Moyen Âge
Au Moyen Âge, ce territoire est composé de deux paroisses distinctes soit Andrest et Trougnan. En 1272, le comte de Bigorre Esquibat de Chavannes échange ces deux seigneuries avec le vicomte de Lavedan Raymond Garcie IV contre la vallée de Barèges.
En 1303, Arnaud, successeur de ce dernier, lui octroie une charte de franchises et entreprend d'importants aménagements fondant le village actuel. En contrepartie, les habitants doivent en effet se rassembler autour d'une nouvelle église et d'un nouveau château. Le village correspond ainsi au type des bastides.
Un incendie ravage l'église en 1569.

### Époque moderne
En 1758, l'intendant d'Etigny supervise l'édification d'une nouvelle voie entre Tarbes et Vic.
Le château est détruit en 1762.
La maison communale est édifiée en 1776.

### XIXesiècleet période contemporaine

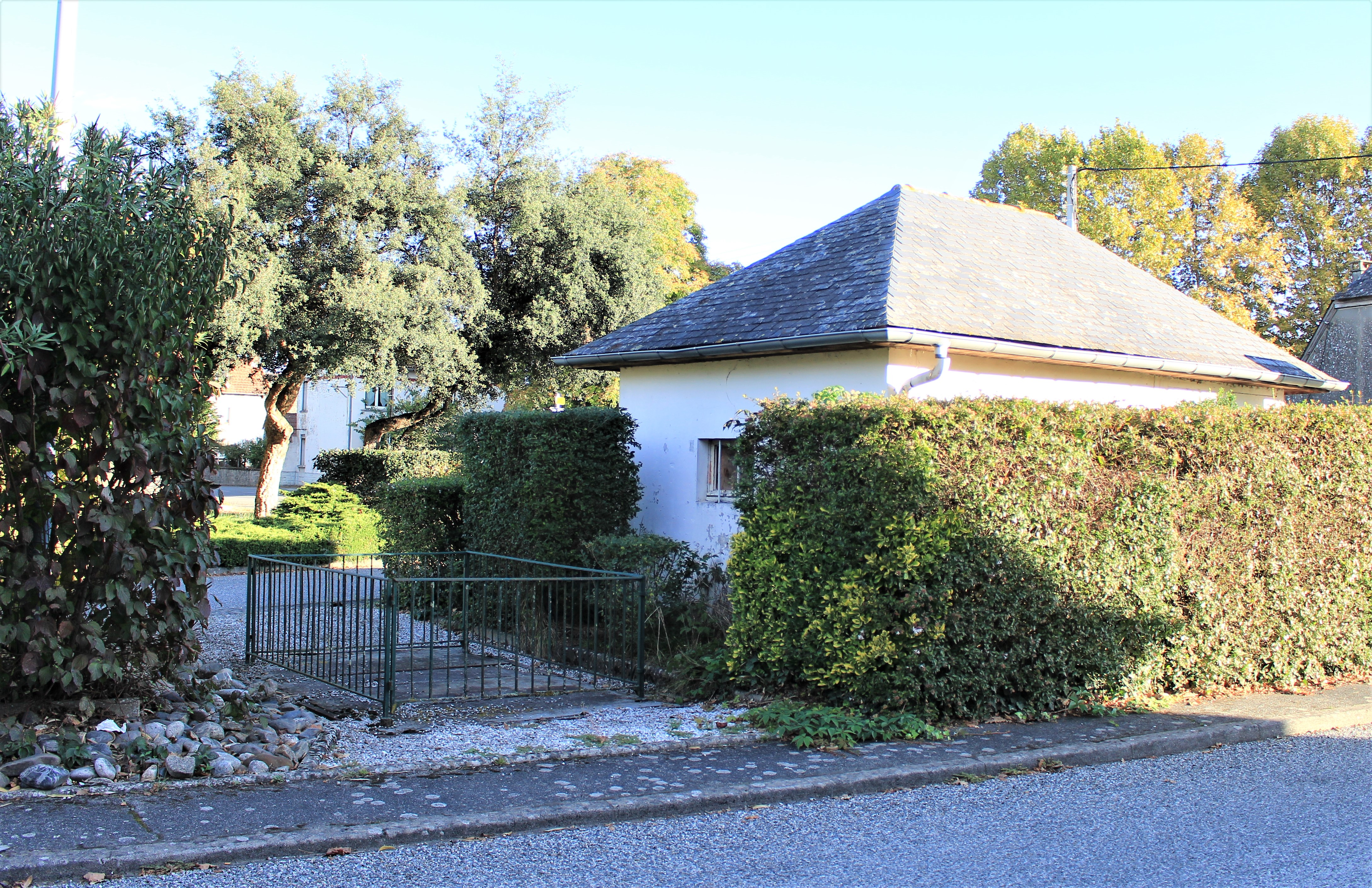
L'ancienne bascule en 2022.

Au XIXe siècle, le village se dote d'une gare, d'écoles et d'un bureau de poste. En 1848, une maison est aménagée pour accueillir l'école des filles, une première école ayant été établie au sein de la maison communale. En 1859, la ligne de chemin de fer est inaugurée par Napoléon III.

### Cadastre napoléonien d'Andrest
Le plan cadastral napoléonien d'Andrest est consultable sur le site des archives départementales des Hautes-Pyrénées.
Le plan cadastral actuel, rénové en 1933, est en cours de remaniement, afin d'améliorer sa qualité et sa précision. Le nouveau plan entrera en vigueur courant avril 2016.

## Politique et administration

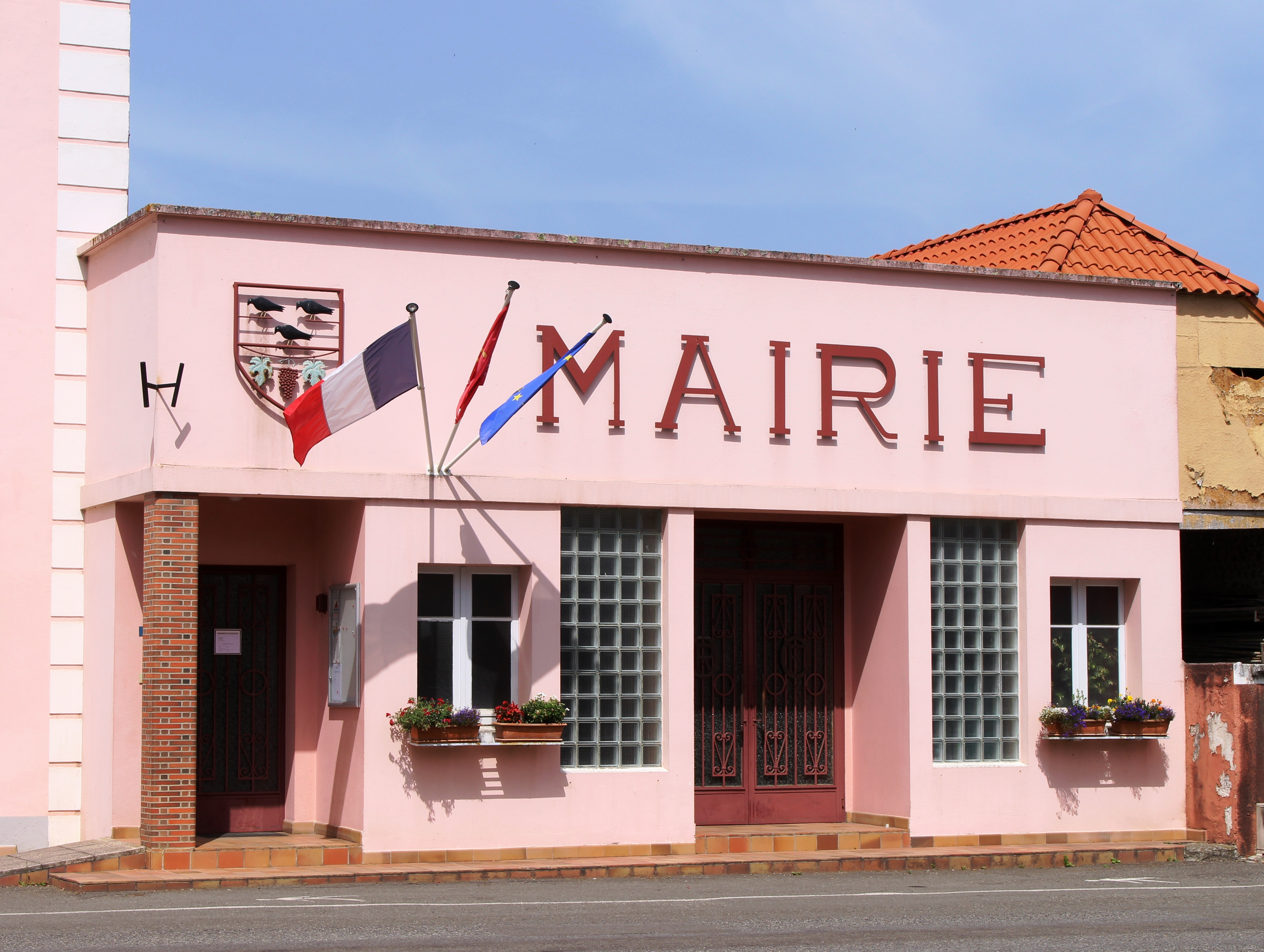
La mairie en 2017.

### Administration municipale
Le nombre d'habitants au dernier recensement étant compris entre 500 et 1 499, le nombre de membres du conseil municipal est de 15.

### Tendances politiques et résultats
Au premier tour des élections municipales de 2014, les 15 candidats de la liste « divers gauche », seule liste en lice, ont été élus dès le premier tour, recueillant 100 % des suffrages exprimés, le taux d'abstention était de 37,30 %. Le conseil municipal est donc constitué de ces 15 membres issus de la liste.

### Liste des maires

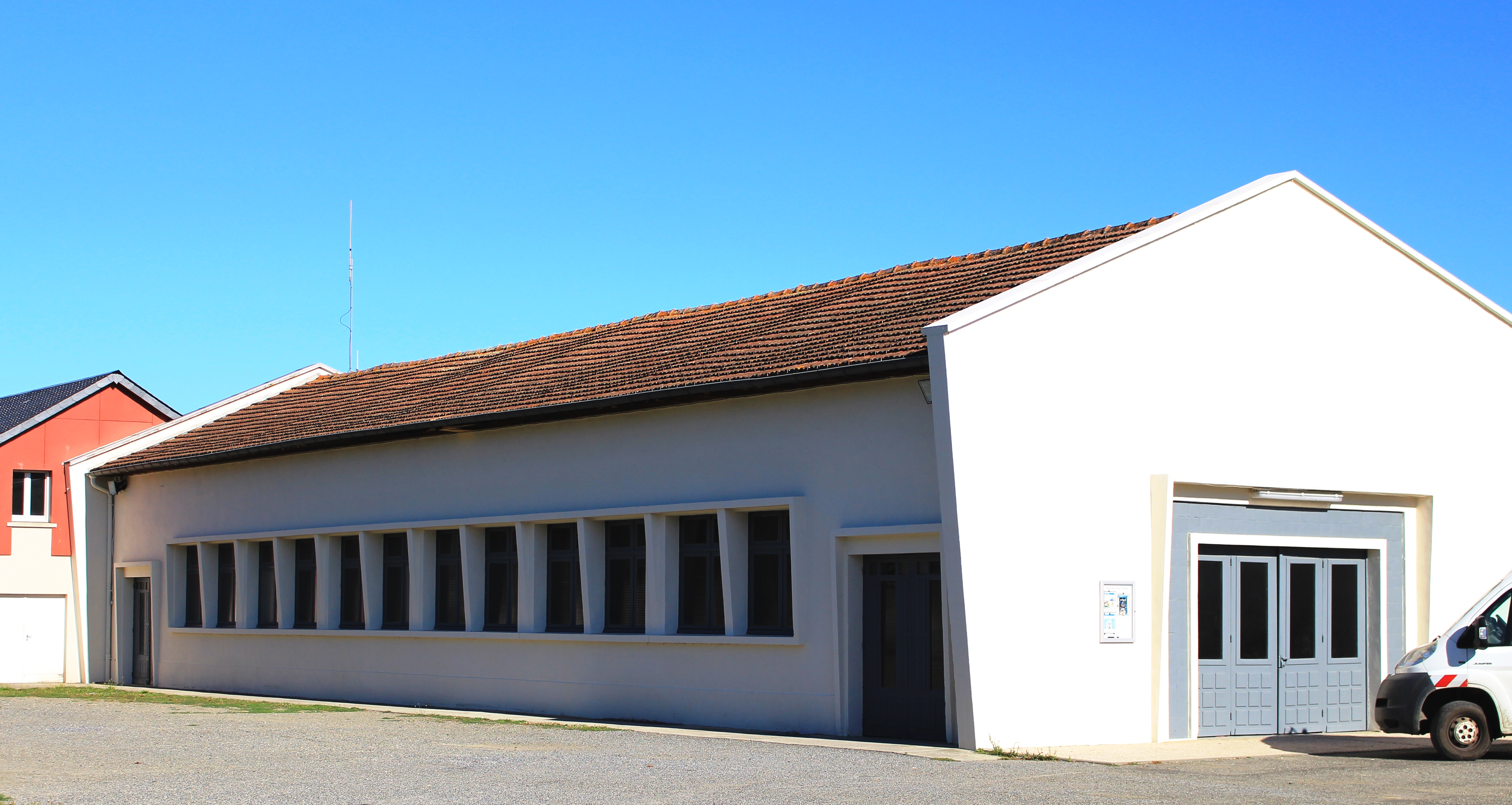
Le foyer rural en 2019.

| Période                                  | Période   | Identité                | Étiquette | Qualité                                                    |
| ---------------------------------------- | --------- | ----------------------- | --------- | ---------------------------------------------------------- |
| Les données manquantes sont à compléter. |           |                         |           |                                                            |
| 1944                                     | 1959      | Dominique Léopold Pène  |           |                                                            |
| 1959                                     | 1960      | François Sabathier      |           |                                                            |
| 1960                                     | mars 1971 | Benjamin Salies         |           |                                                            |
| mars 1971                                | juin 1995 | Yvan Souptès            | PCF       | Conseiller général du canton de Vic-en-Bigorre (1973-1979) |
| juin 1995                                | mars 2001 | Raymond Costa           | PCF       |                                                            |
| mars 2001                                | mars 2014 | Anne-Marie Saint-Martin | PCF       |                                                            |
| mars 2014                                | mars 2020 | Francis Plénacoste      | DVG       | Dentiste                                                   |
| mars 2020                                | en cours  | Louis Dintrans          | SE        |                                                            |

### Rattachements administratifs et électoraux

#### Historique administratif
Pays et sénéchaussée de Bigorre, quarteron de Vic, canton de Vic-en-Bigorre (depuis 1790).

#### Intercommunalité
Andrest appartient à la communauté de communes Adour Madiran créée en janvier 2017 qui a la particularité de réunir 72 communes de Bigorre et Béarn.

### Services publics
La commune d'Andrest dispose d'une agence postale.

### Jumelages
Au 16 mai 2014, Andrest n'est jumelée avec aucune commune.

## Population et société

### Démographie

#### Évolution démographique

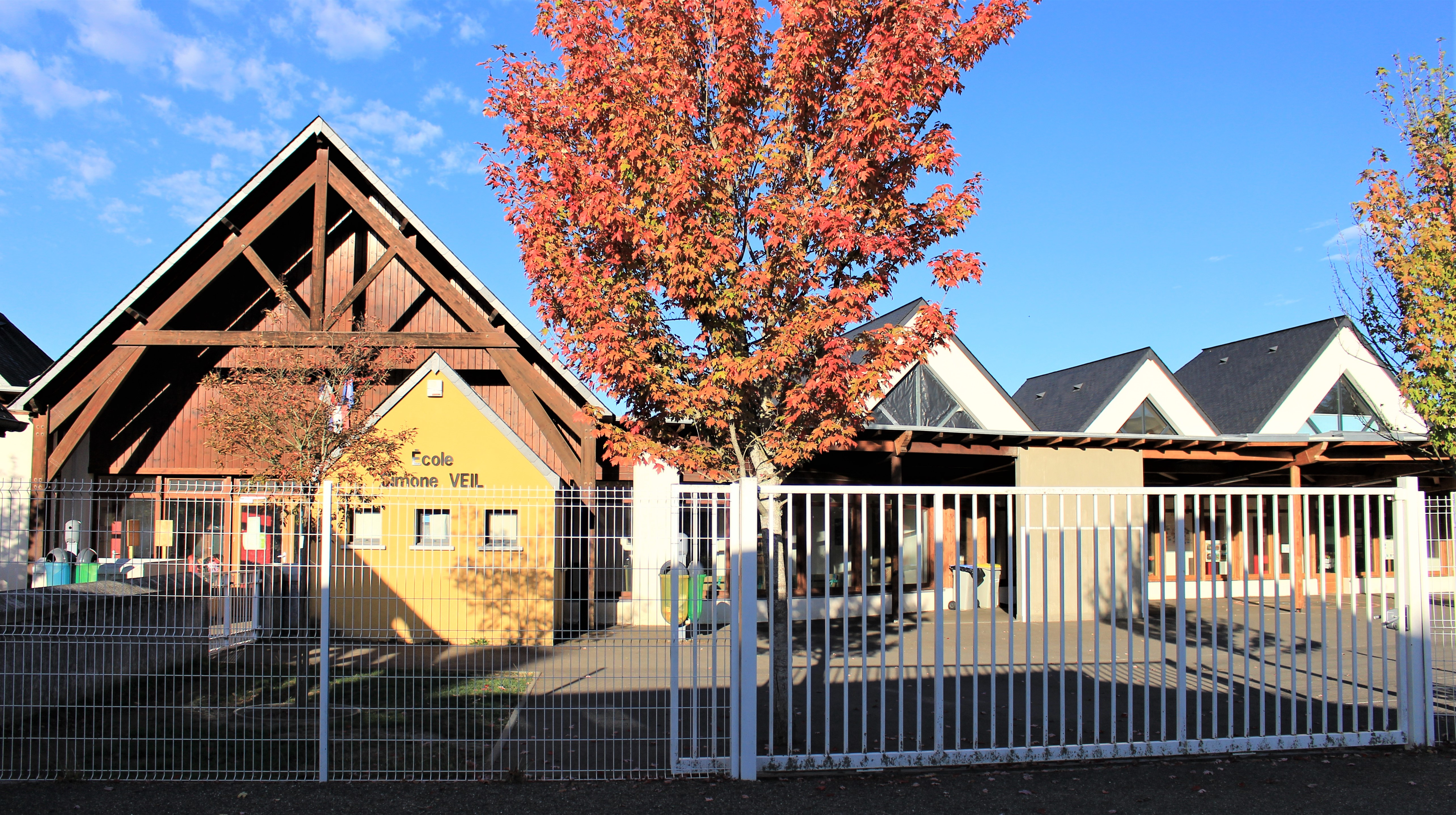
L'école primaire en 2022.

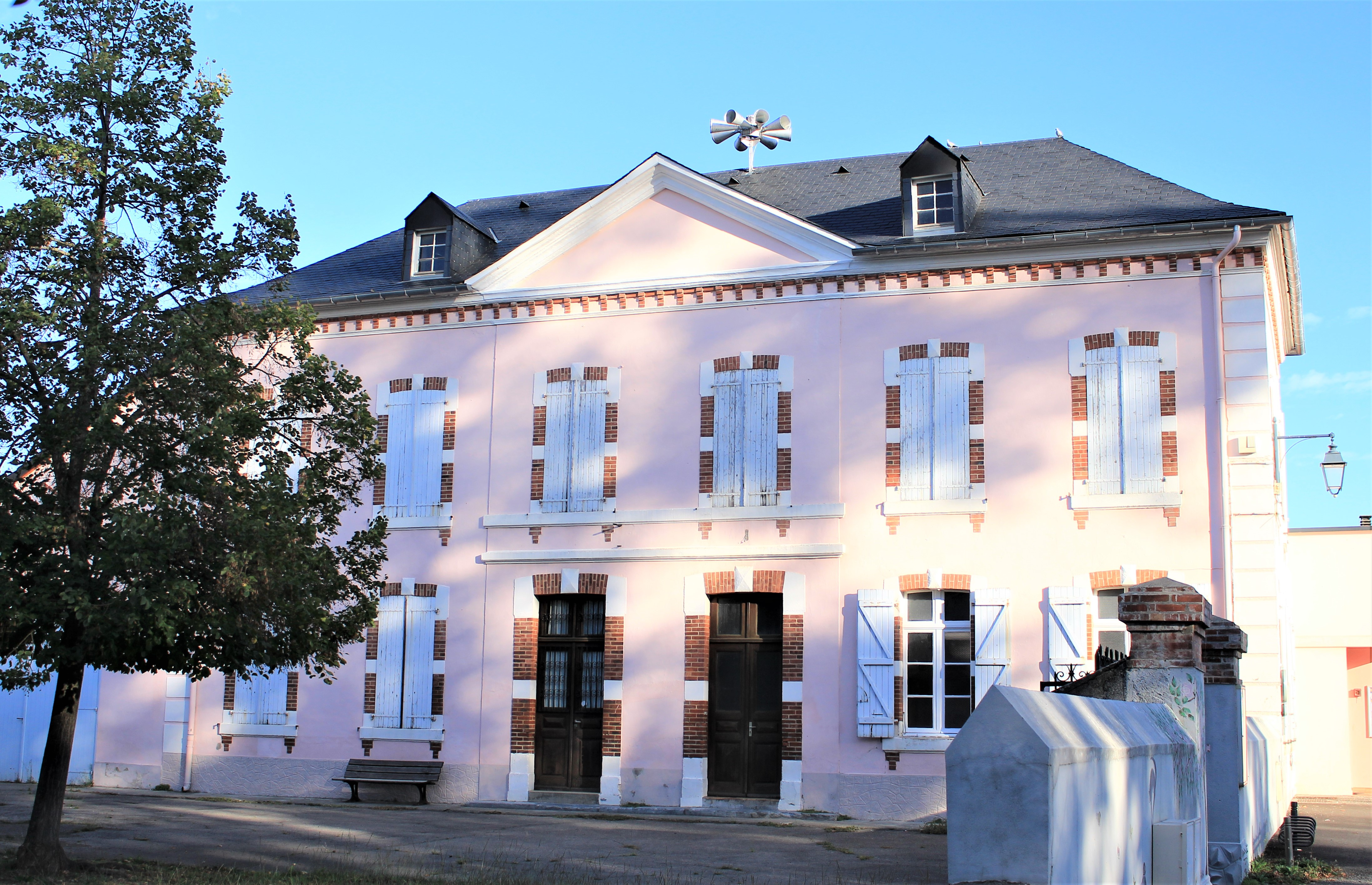
L'ancienne école.

| 1793 | 1800 | 1806 | 1821 | 1831 | 1836 | 1841 | 1846 | 1851 |
| ---- | ---- | ---- | ---- | ---- | ---- | ---- | ---- | ---- |
| 644  | 682  | 657  | 767  | 866  | 822  | 826  | 864  | 864  |

| 1856 | 1861 | 1866 | 1876 | 1881 | 1886 | 1891 | 1896 | 1901 |
| ---- | ---- | ---- | ---- | ---- | ---- | ---- | ---- | ---- |
| 824  | 851  | 800  | 723  | 745  | 719  | 679  | 697  | 702  |

| 1906 | 1911 | 1921 | 1926 | 1931 | 1936 | 1946 | 1954 | 1962 |
| ---- | ---- | ---- | ---- | ---- | ---- | ---- | ---- | ---- |
| 647  | 648  | 590  | 621  | 641  | 641  | 668  | 682  | 738  |

| 1968 | 1975 | 1982  | 1990  | 1999  | 2005  | 2006  | 2010  | 2015  |
| ---- | ---- | ----- | ----- | ----- | ----- | ----- | ----- | ----- |
| 713  | 881  | 1 002 | 1 253 | 1 229 | 1 303 | 1 306 | 1 414 | 1 402 |

| 2020  | 2022  | - | - | - | - | - | - | - |
| ----- | ----- | - | - | - | - | - | - | - |
| 1 371 | 1 349 | - | - | - | - | - | - | - |

### Enseignement
La commune dépend de l'académie de Toulouse. Elle dispose d’une école en 2017.
- École primaire : Simone Veil.

L’école des petits, au premier plan à gauche, date de 2007. L’école des grands « Simone-Veil », au fond, date de 2017.

## Économie

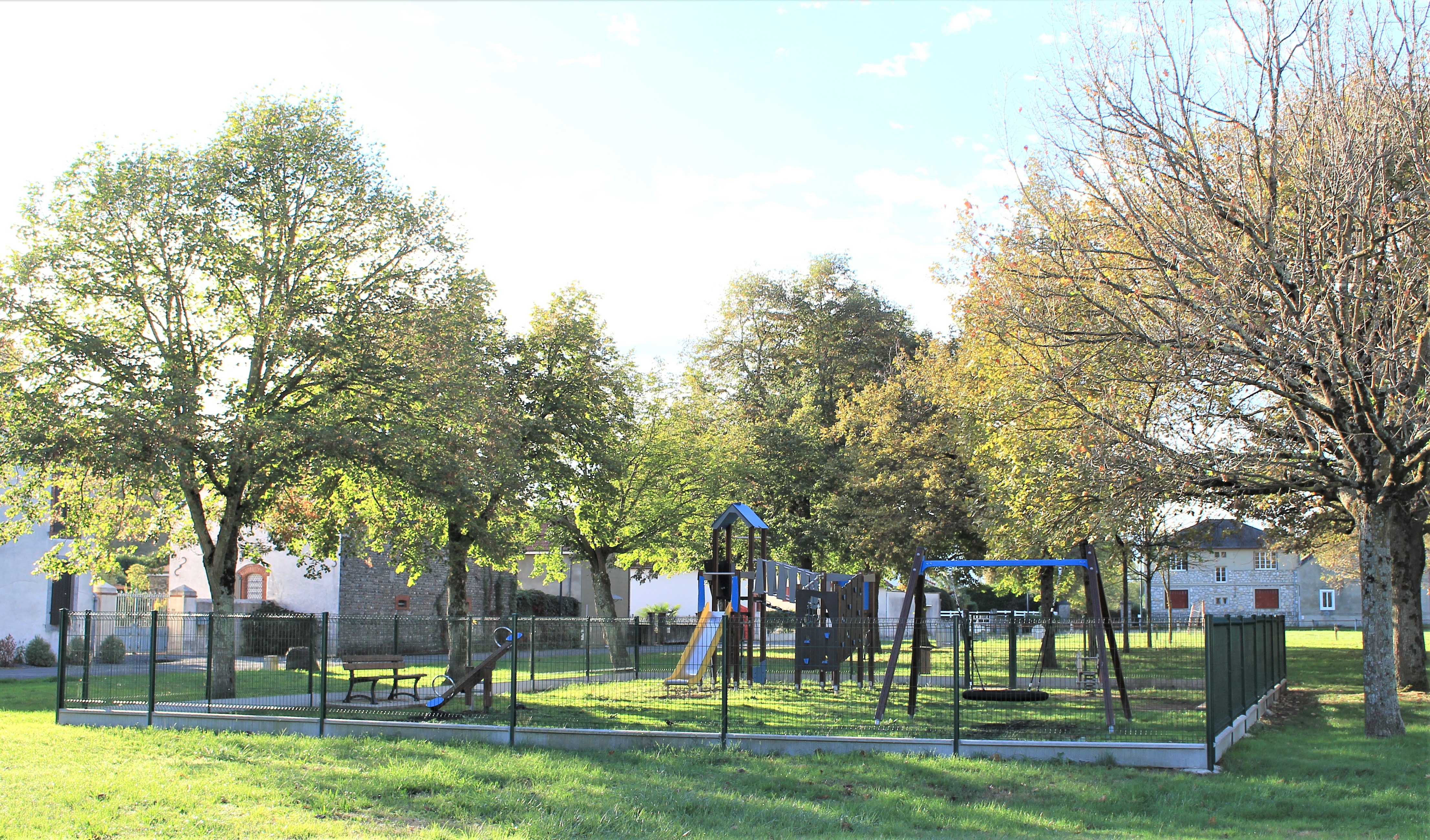
L'aire de jeux.

### Revenus
En 2018, la commune compte 591 ménages fiscaux, regroupant 1 390 personnes. La médiane du revenu disponible par unité de consommation est de 21 030 € (20 420 € dans le département).

### Emploi
| Division       | 2008  | 2013  | 2018  |
| -------------- | ----- | ----- | ----- |
| Commune        | 7 %   | 6,3 % | 6,5 % |
| Département    | 7,7 % | 9,4 % | 9,8 % |
| France entière | 8,3 % | 10 %  | 10 %  |

En 2018, la population âgée de 15 à 64 ans s'élève à 825 personnes, parmi lesquelles on compte 74,1 % d'actifs (67,6 % ayant un emploi et 6,5 % de chômeurs) et 25,9 % d'inactifs,. Depuis 2008, le taux de chômage communal (au sens du recensement) des 15-64 ans est inférieur à celui de la France et du département.
La commune fait partie de la couronne de l'aire d'attraction de Tarbes, du fait qu'au moins 15 % des actifs travaillent dans le pôle,. Elle compte 195 emplois en 2018, contre 183 en 2013 et 163 en 2008. Le nombre d'actifs ayant un emploi résidant dans la commune est de 563, soit un indicateur de concentration d'emploi de 34,7 % et un taux d'activité parmi les 15 ans ou plus de 52,9 %.
Sur ces 563 actifs de 15 ans ou plus ayant un emploi, 67 travaillent dans la commune, soit 12 % des habitants. Pour se rendre au travail, 92,4 % des habitants utilisent un véhicule personnel ou de fonction à quatre roues, 0,9 % les transports en commun, 3,4 % s'y rendent en deux-roues, à vélo ou à pied et 3,2 % n'ont pas besoin de transport (travail au domicile).

### Entreprises et commerces
Au 31 décembre 2010, Andrest comptait 102 établissements : 22 dans l’agriculture-sylviculture-pêche, 7 dans l'industrie, 13 dans la construction, 51 dans le commerce-transports-services divers et 9 étaient relatifs au secteur administratif.
En 2011, 9 entreprises ont été créées à Andrest, dont 5 par des autoentrepreneurs.

## Culture locale et patrimoine

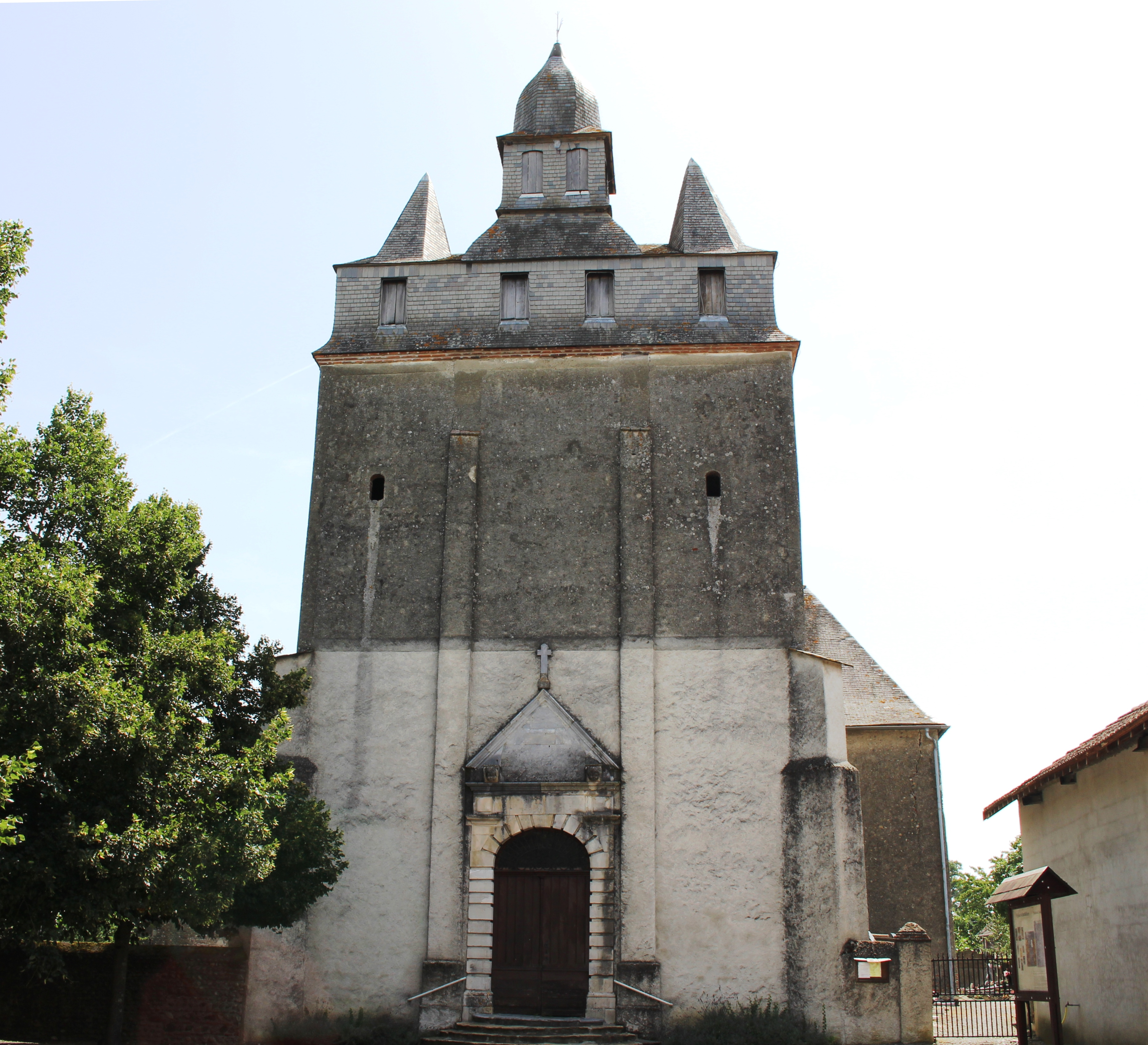
L'église Saint-Barthélemy en 2017.

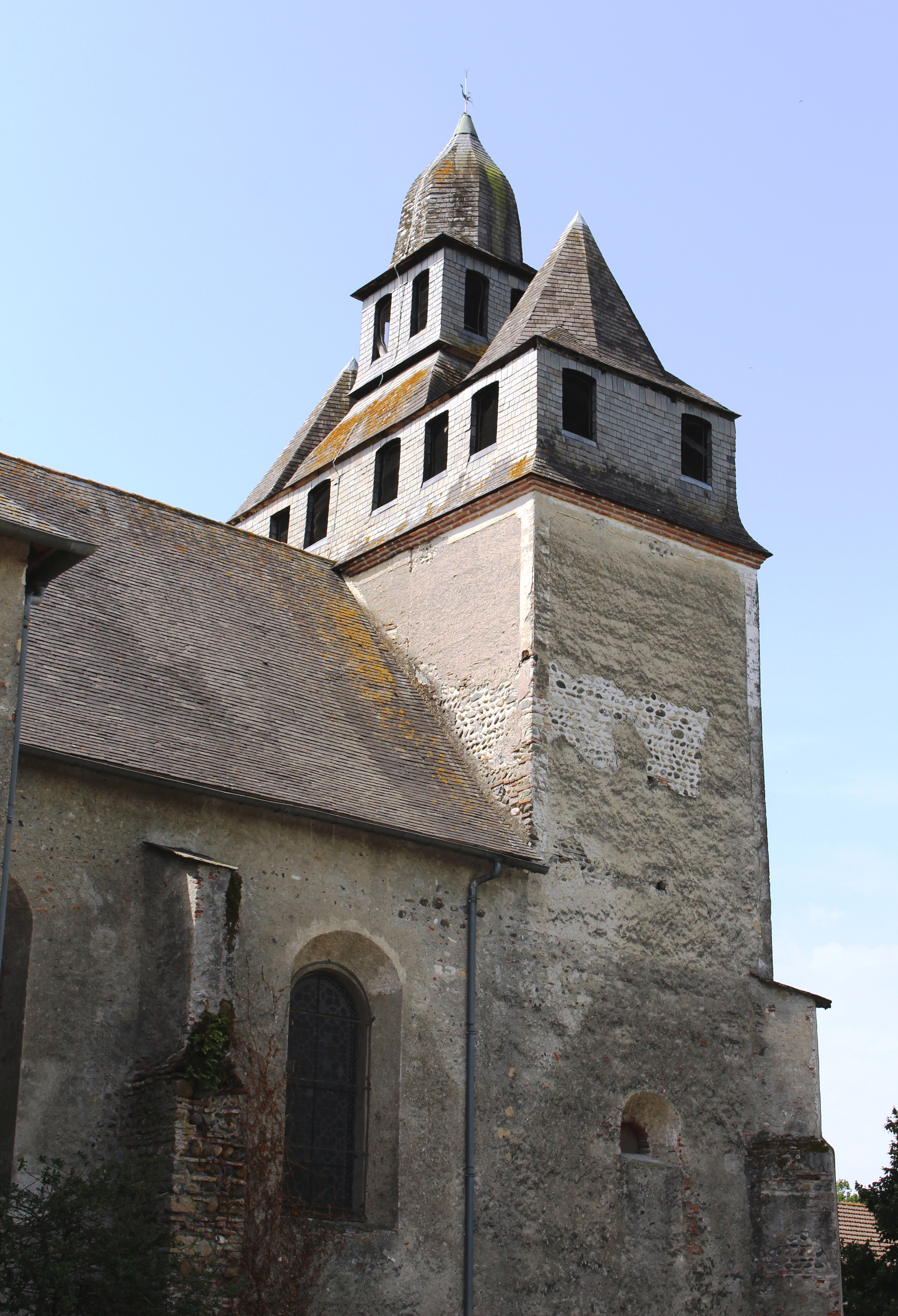
L'église.

### Lieux et monuments

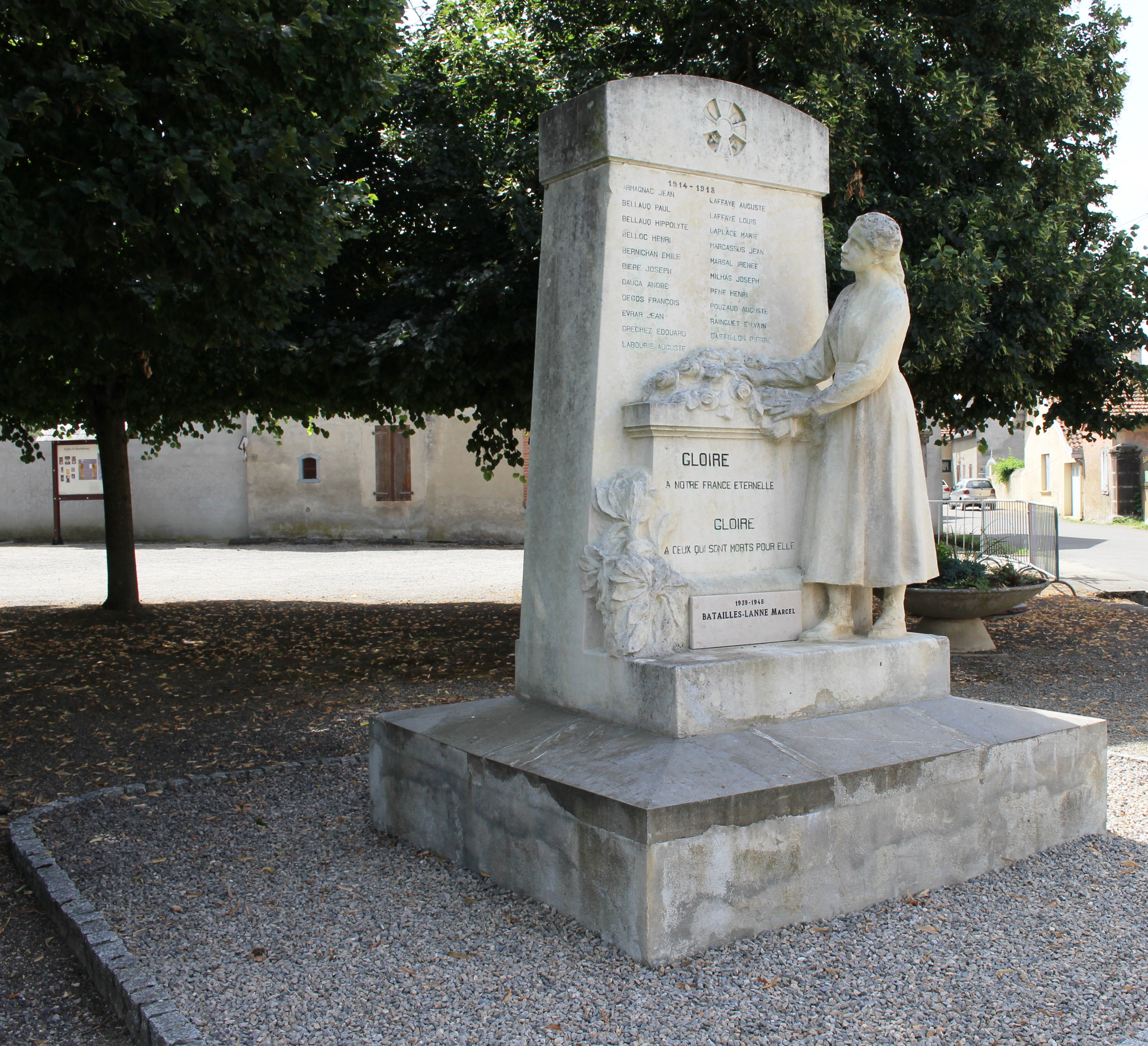
Le monument aux morts municipal, œuvre de Firmin Michelet.

La commune compte un monument inscrit à l'inventaire des monuments historiques et aucun lieu ou monument répertorié à l'inventaire général du patrimoine culturel. Par ailleurs, elle compte trois objets répertoriés à l'inventaire des monuments historiques et aucun objet répertorié à l'inventaire général du patrimoine culturel.

#### Lieux et monuments remarquables
L'Église Saint-Barthélemy d'Andrest est inscrite au titre des Monuments historiques depuis le 8 octobre 1987. Elle a été construite au XIVe siècle et remaniée au XVIIIe siècle. Elle est surplombée d'un imposant clocher-porche à trois clochetons, un fronton et de légers contreforts renforçant la monumentalité du portail. Elle renferme un riche mobilier dont plusieurs retables dorés et un baldaquin aux colonnes de marbre.

#### Autres lieux et monuments

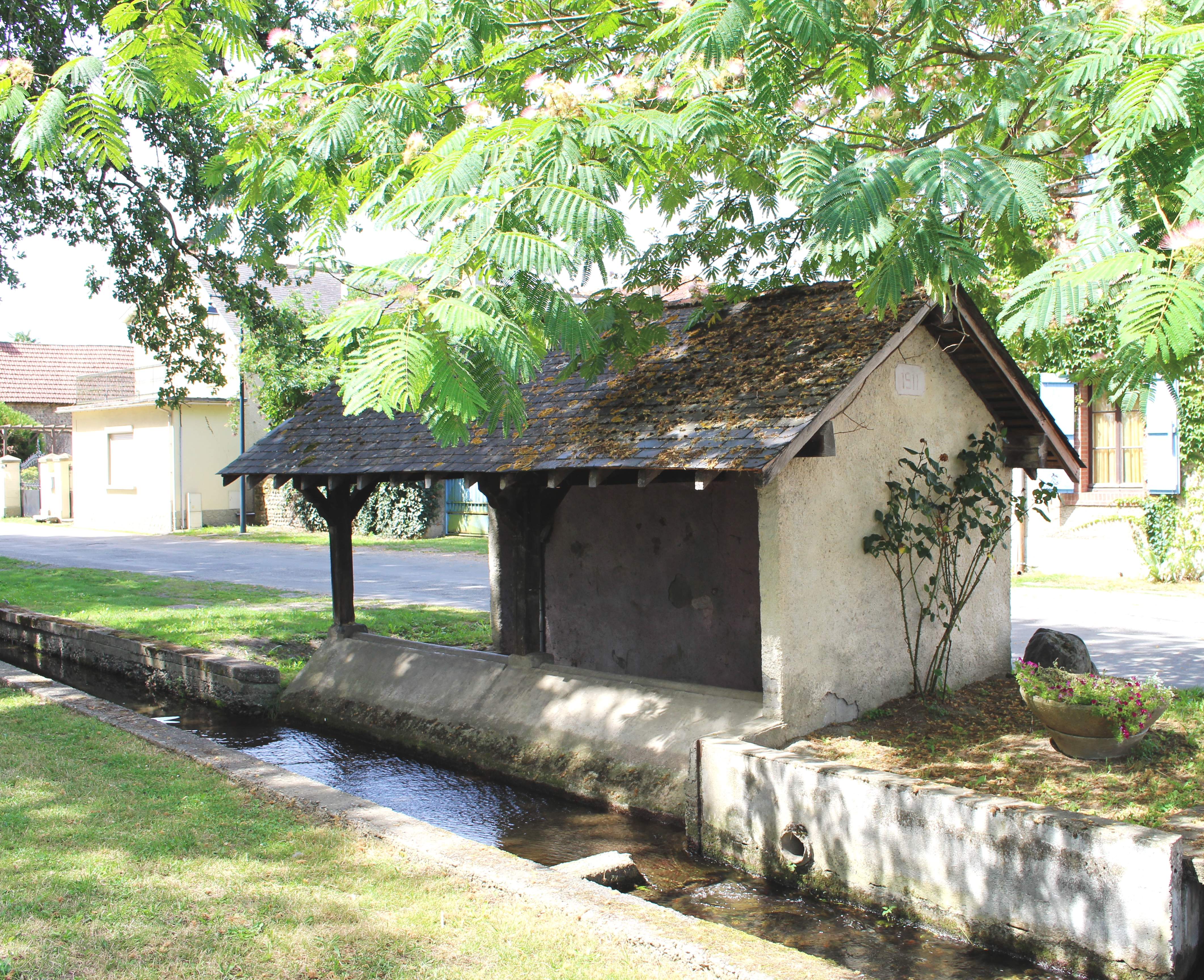
Le lavoir en 2017.

La mairie aux encadrements de briques servit également d'école.
Un Moulin témoin du XVIIIe siècle longe le canal.
Un lavoir qui est daté de 1911.
La voie antique de La Poutge a été découverte à l'est du village.
La motte fossoyée, au nord-ouest de la commune, constitue un témoignage des noyaux d'habitats connus au Xe siècle.
Plusieurs places arborées ont été aménagées.
- Le Monument aux morts municipal œuvre de Firmin Michelet.

### Personnalités liées à la commune
- Pierre Gamarra (1919-2009), écrivain.

Il s'est rendu à plusieurs reprises au village pour y rencontrer les enfants de l'école,,,. Ce sont eux qui ont réalisé les dessins qui, avec ceux du peintre René Moreu, illustrent le conte Chantepierre et Gras-gras-gras, paru en 1973. L'atelier-théâtre d'Andrest a, de plus, créé sa pièce La Rose tsigane (1983) et a par ailleurs fourni à Pierre Gamarra le titre du dernier tome de sa trilogie sur Toulouse, 72 Soleils (1975). La bibliothèque municipale porte son nom. Elle devient médiathèque au printemps 2014.

### Héraldique
| Blason | Blasonnement : Coupé : au premier d'argent à trois corneilles de sable becquées et membrées de gueules, au second d'argent à la grappe de raisin de pourpre pamprée et feuillée de deux pièces de sinople. Commentaires : Vérifié auprès de la mairie (avril 2015). |